# حسن نقاشی
حسن نقاشی (زادهٔ ۲ مرداد ۱۳۵۴، یزد) نویسنده، پژوهشگر، کارگردان و مستندساز ایرانی است. سوژهٔ بیشتر فیلمهای او فرهنگ و مردم شهر یزد و اساطیرِ ایرانیِ پیش از اسلام است. چندین فیلم از او جوایزی را در جشنواره‌های داخل و خارج از کشور از آنِ خود کرده‌اند.

## فیلم‌شناسی

### سوشیوس (۱۳۸۴)
این فیلم آیین و باور مردم کویر را در حفظ و حراست از آب به تصویر می‌کشد. این فیلم در سال ۲۰۰۴ در جشنواره استانیتای رومانی برنده جایزه بهترین فیلم شد.

### مشی و مشیانه (۱۳۸۵)
این فیلم داستانِ آدم و حوای ایرانی را که یکی از اسطوره‌های کهنِ کویر نشینان است به تصویر می‌کشد. مشی و مشیانه جوایز متعددی را از آن خود کرد:
- جایزه نقدی و دیپلم افتخار در جشنواره قومیت‌ها و فرهنگ عامه رومانی[۶]
- جایزه بهترین فیلم و دریافت تندیس و لوح افتخار در پنجمین دوره جشنواره فیلم ZIFF ونکور ۲۰۰۶
- جایزه بهترین پژوهشگر و فیلمنامه‌نویس از ششمین جشنواره بین‌المللی فیلم مستند کیش
- جایزه بهترین فیلم در بخش مستند، از دومین جشنواره فیلم همقدم، دانشگاه سوربن پاریس ۲۰۱۰
- جایزه بهترین فیلمنامه‌نویس از جشنواره بین‌المللی فیلم BAR صربستان و مونته‌نگرو ۲۰۰۵

### درخت پارسیک (۱۳۸۵)
این فیلم به بیان تاریخ ۵۰۰۰ ساله ایران از نگاه درخت سرو ابرکوه یزد می‌پردازد که به عنوان کهن‌ترین موجود جهان شناخته شده‌است.
- جایزه بهترین فیلم و دریافت تندیس و لوح افتخار در پنجمین دوره جشنواره فیلم ZIFF ونکور ۲۰۰۶
- جایزه بهترین فیلم در بخش «چشم‌انداز سرزمین زیبای ما» (بیست و سومین دوره جشنواره بین‌المللی فیلم کوتاه تهران) 1385[۵]
- برنده دیپلم افتخار و جایزه نقدی در بخش تحقیق و پژوهش دومین جشنواره بین‌المللی فیلم کوتاه رحمت تبریز[۸]

### باژ و برسم (۱۳۸۸)
این مستند دربارهٔ غذاهای سنتی و آیینی در منطقه یزد است و در آن غذاهای سنتی و آیینی زرتشتیان را به تصویر می‌کشد.

### مهرا(۱۳۹۰)
مهرا فیلمی است در ستایش مسجد جامع یزد و به تطبیق نقشهای آن با نقشهای به جای مانده از معابد هخامنشی و آتشکده‌های ساسانی می‌پردازد.
- لوح افتخار بخش تاریخی پنجمین جشنواره بین‌المللی سینما حقیقت۱۳۹۰[۱۱]
- تندیس زرین و لوح افتخار بخش مستند از چهل و دومین جشنواره بین‌المللی فیلم رشد ۱۳۹۱[۱۲]
- تندیس طوبای زرین و لوح افتخار بهترین کارگردانی مستند از پنجمین جشنواره بین‌المللی هنرهای تجسمی فجر ۱۳۹۱[۱۳]
- جایزه دوم بخش مستند از اولین جشن مستقل فیلم کوتاه ایران ۱۳۹۰
- جایزه بهترین کارگردانی برای فیلم مستند مهرا از پانزدهمین جشن مستقل سینمای ایران ۱۳۹۰[۱۴]

### شاه جهان (۱۳۹۲)
این فیلم به بررسی نقشِ پرویز شاه‌جهان در انقلاب مشروطه ایران و فعالیتهایی که او برای قیام مشروطه خواهی ایران انجام داده‌است می‌پردازد. این فیلم با نگاه نوینی تاریخ مشروطه ایران را به تصویر کشیده‌است.
- این فیلم در شانزدهمین جشن مستند سیمای ایران موفق به دریافت سه تندیس بهترین مستند نیمه بلند، کارگردانی و بهترین پژوهش شد.[۱۶]
- این فیلم در جشنواره سینما حقیقت سال ۱۳۹۲ جایزه بهترین مستند تاریخی را از آن خود کرد.[۱۷]

### دبستان پارسی (۱۳۹۴)
این فیلم، مستندی دربارهٔ دبستان‌های یزد است که بدستِ پارسیان هند ساخته شده‌اند و فعالیتهای آنها را از سالهای ۱۲۵۷ تا ۱۳۵۷ خورشیدی به تصویر می‌کشد. دبستان و دبیرستان کیخسروی که جزو اولین مدارس ایران است و در سال ۱۲۵۶ تأسیس شده‌است، محور اصلی این فعالیت است.
در نوروز ۱۳۹۴ دو مستند از او به نامهای «جمک» و «اسفندی» از شبکه مستند سیما پخش شد.